# Fred Buscaglione & i suoi Asternovas (primo album del 1958)
Fred Buscaglione & i suoi Asternovas è il quinto e ultimo album inciso da Fred Buscaglione.

## Il disco
Fu l'ultimo album di Buscaglione, a causa della sua prematura morte l'anno seguente, fu comunque sicuramente il suo più grande successo, per la famosissima canzone Eri piccola così eseguita varie volte in televisione, e richiestissima, rimane a tutto oggi la sua canzone più famosa.
Come i primi due del cantautore si chiamò col sottotitolo i suoi Asternovas. Il disco è ormai fuori commercio, ma è richiestissimo dai collezionisti.
Tra le canzoni che si ricordano, la buffa interpretazione di Nel blu dipinto di blu portata al successo l'anno precedente da Domenico Modugno, la romantica Fantastica oppure Cocco bello e ovviamente Eri piccola così.

## Tracce
Lato A
1. Nel blu dipinto di blu (Franco Migliacci, Domenico Modugno - arrangiamento: Fred Buscaglione, Leo Chiosso)
2. Non potrai dimenticare (Walter Malgoni, Bruno Pallesi)
3. Fantastica (Coriolano Gori, Piero Bentivoglio, Armando Costanzo)
4. Cos'è un bacio (Claudio Villa, Gino Latilla)

Lato B
1. Bocca Rossa (Vocca Rossa) (Enrico Gentile, Corrado Lojacono)
2. Cocco Bello (Filippo Bellobuono, Vincenzo Di Paola)
3. Vecchio Boxeur (Armando Costanzo, Ruggero Maghini, Stefano Baima Besquet)
4. Eri piccola così (Fred Buscaglione, Leo Chiosso)

## Formazione
- Fred Buscaglione - voce
- Fatima Robin's - voce

### Asternovas
- Gianni Saiu – chitarra
- Dino Arrigotti – pianoforte
- Carletto Bistrussu – batteria
- Berto Pisano – contrabbasso
- Giulio Libano – tromba
- Giorgio Giacosa – sax, clarinetto, flauto